# عباس نعلبندیان
عبّاس نعلبندیان (زاده ۲۲ اردیبهشت ۱۳۲۸ – درگذشتهٔ ۱ خرداد ۱۳۶۸) نویسنده و مترجم پیشرو ایرانی بود. او را در جشن هنر شیراز ستوده بودند و جایزه‌های فراوان گرفته بود. پس از انقلاب و با تعطیلی کارگاه نمایش چندی به زندان افتاد و پس از آزادی بیکار و خانه‌نشین شد. وی در سال ۱۳۶۸ خودکشی کرد.

## کار و زندگی

### اویلِ زندگی
نعلبندیان در محلّهٔ سنگلج تهران زاده شد. دوران کودکی و نوجوانی‌اش در فصل تابستان به کمک پدرش در دکه روزنامه فروشی واقع در خیابان فردوسی پایین‌تر از فروشگاه فردوسی می‌رفت و بیشتر وقت خود را به مطالعه در دکه می‌گذراند. در سال ۱۳۴۳ وارد دبیرستان ادیب شد، و تا یکی دو سال بعد از چند دبیرستان اخراج شد. دست آخر به دبیرستان فخر رازی رفت و در آن‌جا با بهمن مفید، شاهرخ صفایی، شهرام شاهرخ‌تاش و محمود استاد محمّد هم‌درس شد. دورهٔ شش‌سالهٔ دبیرستان را نتوانست به پایان برساند و سرانجام در سال ششم متوسطه بدون گرفتن دیپلم دبیرستان را رها کرد. او پس از آشنایی با افرادی چون محمد آستیم که دیگران او را استادِ نعلبندیان تلقی می‌کردند و محمود استاد محمّد و رفت‌وآمد به محافل هنری آن دوره مانند کافه فیروز در ۱۸ سالگی شروع به نوشتن کرد.

### جشن هنر شیراز
اولین داستانش در دهه ۴۰ به همت رضا سیدحسینی در مجله «جهان نو» منتشر شد. با نگارش نمایشنامه «پژوهشی ژرف و سترگ در سنگواره‌های قرن بیست و پنجم زمین‌شناسی یا چهاردهم، بیستم فرقی نمی‌کند» جایزه دوم مسابقه نمایشنامه نویسی نسل جوان را از آن خود کرد. این نمایش همان سال در جشن هنر شیراز نیز جوایز متعددی را نصیب خود کرد و نویسنده را به شهرت رساند، در بیانیهٔ هیئت داوران ذکر شده بود: «جایزهٔ دوم به مبلغ پنجاه هزار ریال به نمایشنامهٔ "پژوهشی …" اثر آقای عباس نعلبندیان که نوجوان روزنامه فروشی است و اثر او به عنوان شاهکاری از یک نابغه، از طرف چهار تن از داوران وزارت فرهنگ و هنر اعلام شد [اهدا می‌شود.] او تاکنون پایش به داخل هیچ تالار نمایشی نرسیده‌است .» پژوهشی ژرف وسترگ... بعد از آن در سال ۴۷ در تالار انجمن فرهنگی ایران و آمریکا به کارگردانی آربی آوانسیان به نمایش عمومی درآمد.

او با شکوه نجم آبادی ازدواج کرد و بعد از مدتی از او جدا شد. مدتی هم با فهیمه آموزنده زندگی کرد. او فرزندی ندارد. برادرش محمد یوسفی و برادر زاده‌ها و خواهر زاده‌ها تنها بازماندگان او می‌باشند.

### کارگاه نمایش

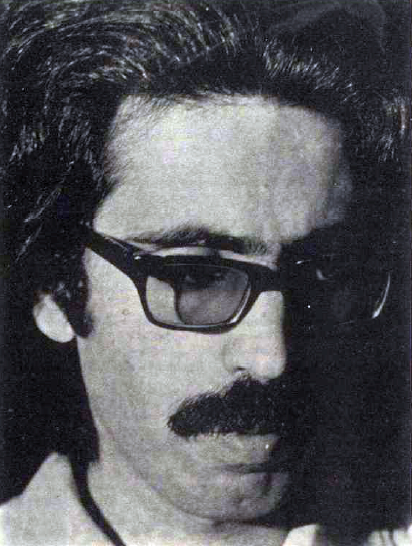
پرتره‌ای از عباس نعلبندیان، سال ۱۹۷۱م/۱۳۵۰ش.

عباس نعلبندیان در سال ۴۸ به عنوان مدیر و عضو شورا در کارگاه نمایش مشغول به کار شد و تا اواخر سال ۵۷ در همین سمت باقی‌ماند.او در اداره کارگاه نمایش نقش کلیدی داشت و علاوه بر مدیریت، در نظارت بر تمرین‌ها، چاپ بروشورها، هماهنگی اجراها و حمایت از گروه‌های نمایشی به‌شکل تمام‌وقت فعالیت می‌کرد.
با وقوع انقلاب ۱۳۵۷ ایران، کارگاه نمایش منحل شد. تعدادی از اعضای کارگاه به دادگاه احضار شدند، از جمله عباس نعلبندیان که ۴ ماه را در زندان گذراند. آسیب روحی این ۴ ماه، به همراه انزواء و محدودیت‌های حضور در عرصهٔ تئاتر او را خانه نشین کرد. ابتدا در منزلش در خیابان جمهوری خیابان سی تیر ساکن بود اما پس از مصادره منزلش به خانه پدریش واقع در خیابان پیروزی میدان بروجردی رفت وبه سختی روزگار گذراند و با انگشت شماری از دوستان معاشرت داشت.

## مرگ

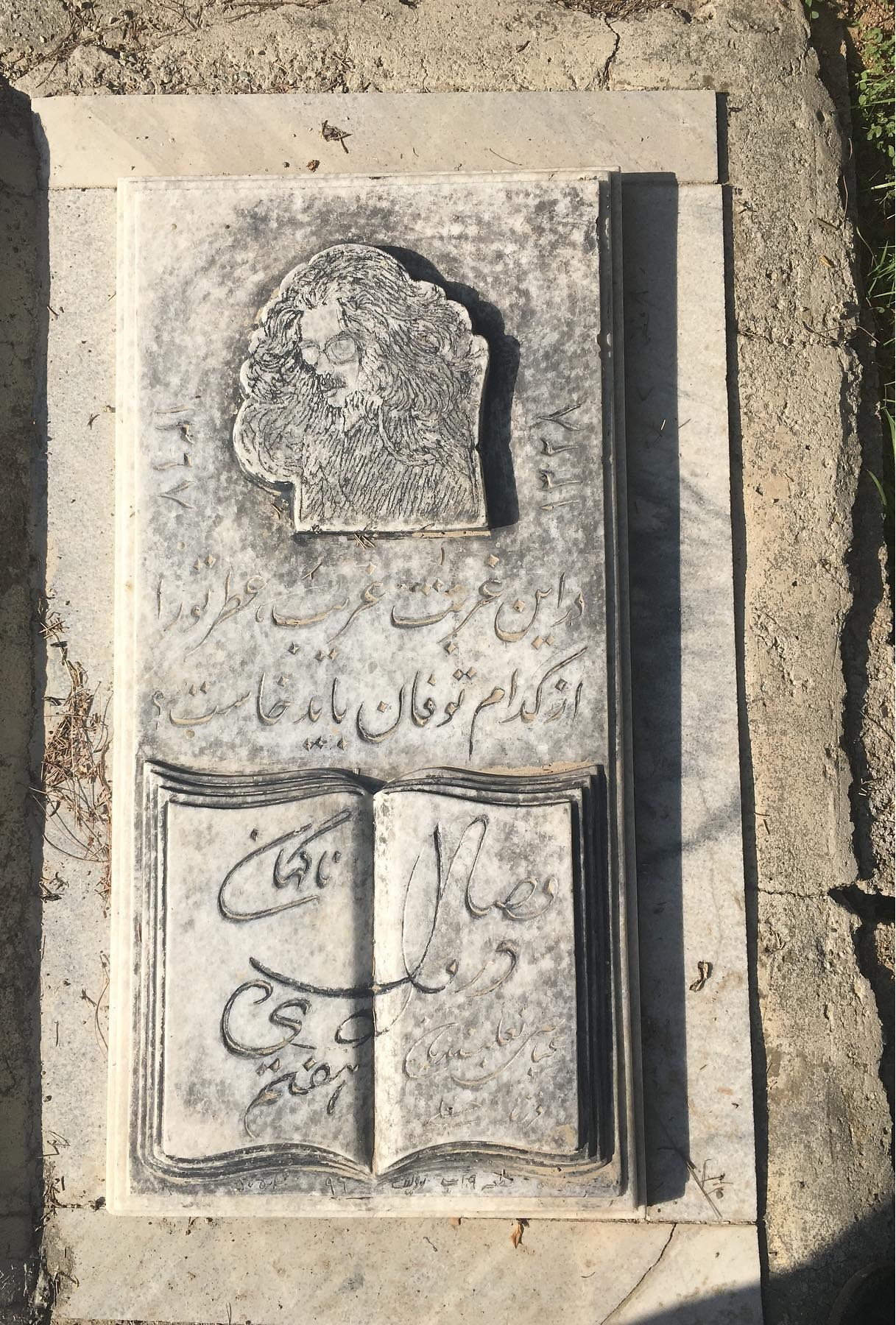
سنگ قبر عباس نعلبندیان

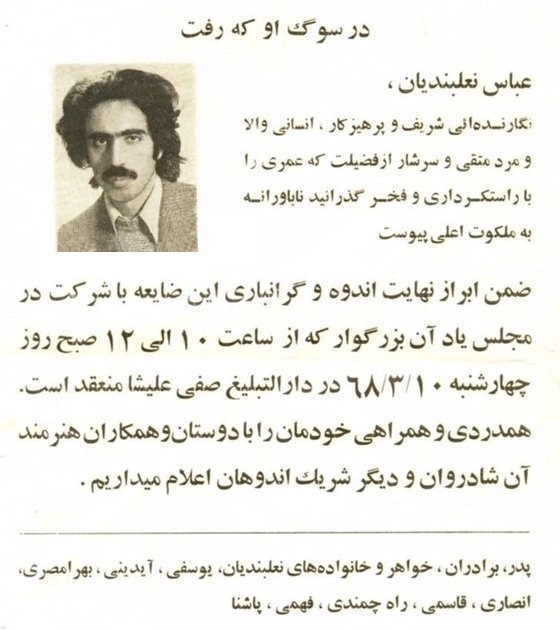
اعلامیه درگذشت

نعلبندیان در روز دوشنبه اول خرداد سال ۱۳۶۸ در سن ۴۰ سالگی با خوردن قرص خودکشی کرد در زمان مرگ صدای خود را ضبط کرد و آخرین سخنان را بر زبان جاری کرد. جسدش را چندین روز بعد یافتند، و در هشتم خرداد به خاک سپرده شد. او در قطعه ۱۰۹ ردیف ۹۶ شماره ۵۰ بهشت زهرا تهران آرمیده‌است و بر سنگ مزارش نوشته: «در این غربت غریب عطر تو را از کدامین طوفان باید خاست؟»

## سبک
نعلبندیان در آثار خود بیشتر به مفاهیمی مثل شهوت، رستگاری، مرگ و عشق‌های نامتعارف می‌پرداخت و شخصیت‌های آثار او، اغلب مردم فرودست جامعه بودند. آثار وی ادبیات صریحی دارند و در آن‌ها با بی پروایی از کلمات رکیک و زبان کوچه و بازار (برای نشان دادن قشر فرودست جامعه) استفاده شده‌اند
نعلبندیان املاء خاص خود را داشت (تلا. خاهش. خاهر- سدا - سندلی - خاست و…)
نعلبندیان در گفتگویی که اردیبهشت سال ۵۰ در مجله «تماشا» چاپ شد، گفت: 
«اصولاً من تئاتر را به آن صورت نمی‌شناسم و آمدنم به این حوزه کاملاً تصادفی بود؛ یعنی وقتی نمایشنامه «پژوهشی ژرف وسترگ» را می‌نوشتم به این فکر نمی‌کردم که چیزی است، که کسی بخواهد بخواند یا اینکه اجرا شود. تا وقتیکه این نمایش برنده جایزه شد. حتی دو سه نفری هم که پیشتر از آن این کار را خوانده بودند، نظر چندان موافقی نسبت به آن نداشتند.»

## آثار

### نمایشنامه
- پژوهشی ژرف و سترگ در سنگ‌واره‌های قرن بیست و پنجم زمین‌شناسی یا چهاردهم، بیستم فرقی نمی‌کند (۱۳۴۷، انتشارات سازمان جشن هنر)
- اگر فاوست یک‌کم معرفت به‌خرج داده‌بود (۱۳۴۸، انتشارات کارگاه نمایش)
- سندلی را کنار پنجره بگذاریم و بنشینیم و به شب دراز، تاریک، خاموش، سرد بیابان نگاه کنیم (۱۳۴۹، انتشارات کارگاه نمایش)
- ناگهان هذا حبیب‌الله مات فی حب‌الله هذا قتیل‌الله مات بسیف‌الله (۱۳۵۰، انتشارات کارگاه نمایش)
- قصه غریبِ سفر شادِ شینِ شادِ شنگول به‌دیار آدم‌کشان و امردان و جذامیان و دزدان و دیوانگان و روسپیان و کاف‌کشان (۱۳۵۱، انتشارات کارگاه نمایش)
- داستان‌هایی از بارش مهر و مرگ؛ یک پنج‌گانه (۱۳۵۶، انتشارات کارگاه نمایش)
- هرامسا ۷۰۵٬۷۰۹ (۱۳۵۶، انتشارات کارگاه نمایش)
- داود و اوریا (۱۳۹۸، دفترهای تآتر، دفتر شانزدهم، ویژه عباس نعلبندیان)[۹]

### قصه‌ها
- از هفت تا نه و نیم (۱۳۴۶، در مجله جهان نو)
- ص‌ص‌م از مرگ تا مرگ (۱۳۵۱، انتشارات کارگاه نمایش)
- وصال در وادی هفتم: یک غزل غمناک (۱۳۵۱، انتشارات کارگاه نمایش)

### ترجمه‌ها
- یک قطعه برای گفتن-فریاد کمک-معلم من پای من/پیتر هانتکه (۱۳۵۱)
- پرومتئوس در بند/اشیل (۱۳۵۱)
- طلبکارها/استریندبرگ (۱۳۵۱)